# Santa Baby
"Santa Baby" er en jazzet julesang skrevet af Tony Springer (pseudonym for Joan Javits og Philip Springer) og første gang udsendt i oktober 1953 med Eartha Kitt. Sangen er en ironisk gengivelse af en ønskeseddel til julemanden af en kvinde, der ønsker sig ekstravagante gaver som zobelpelse, lystbåde og smykker fra Tiffany's.

## Originalindspilning
"Santa Baby" blev første gang indspillet af Eartha Kitt med Henri René og hans orkester i New York City i juli 1953. Sangen blev et kæmpehit for Kitt, og hun har senere udtalt, at det var en de sange, hun havde syntes var sjovest at indspille. Hun indspillede den én gang til filmen New Faces fra 1954 og igen i 1963, hvor sangen gik i et hurtigere tempo (Madonnas populære udgave fra velgørenhedsalbummet A Very Special Christmas fra 1987 er baseret på denne udgave). Hun indspillede også en variant af sangen i 1954 med ny tekst under titlen "This Year's Santa Baby", der dog ikke opnåede speciel succes. 
Sangen optræder i en række film i Eartha Kitts udgave, fx Driving Miss Daisy (1989), Livredderen (1994), Elf (2003) og Boynton Beach Club (2005).

## Andre kunstneres fortolkninger
Sangen har været fremført af en række andre kunstnere gennem årene, heriblandt:
- Mae West på albummet Wild Christmas (1966)
- Rev. Run (1997)
- Madonna på albummet A Very Special Christmas (1987)
- The Pussycat Dolls (2005)
- Taylor Swift på albummet The Taylor Swift Holiday Collection (2007)
- Sugababes (2009)
- LeAnn Rimes (2010)
- Kylie Minogue på albummet A Kylie Christmas (2010)
- Michael Bublé på albummet Christmas (2011)
- Colbie Caillat på albummet Christmas in the Sand (2012)
- Ariana Grande på albummet Christmas Kisses (2013)
- Gwen Stefani på albummet You Make It Feel Like Christmas (2017)